# Хабшан – Рувайс (конденсатопровід)
Хабшан – Рувайс (конденсатопровід) – трубопровід у Об’єднаних Арабських Еміратах, через який відбувається видача конденсату з найбільшого в ОАЕ газопереробного майданчику Хабшан.
У 1996-му та 2001-му роках в межах проектів Onshore Gas Development І та ІІ стали до ладу газопереробні заводи Хабшан 1 та 2, завдяки яким випуск конденсату на майданчику зріс з 5 до 142 тисяч барелів на добу. Його видачу організували через трубопровід до Рувайсу, котрий мав довжину 110 км та був виконаний в діаметрі 400 мм. Первісно доправлений продукт експортували через місцевий порт, проте вже у 1999-му в складі нафтопереробного заводу Рувайс стали до ладу дві лінії з переробки конденсату загальною пропускною здатністю 280 тисяч барелів на добі. Вони випускають різноманітні нафтопродукти, зокрема, газовий бензин (naphtha), котрий є важливою сировиною для нафтохімічної промисловості.
Коли у 2008-му ввели в дію ГПЗ Хабшан 3, видачу продукованого тут конденсату організували через інший трубопровід Асаб – Рувайс. Втім, розвиток майданчику продовжувався і в 2013-му його в черговий раз підсилили за рахунок ГПЗ Хабшан 5. З урахуванням цього, в 2016-му завершили проект розширення транспортних потужностей, під час якого існуючий конденсатопровід діаметром 400 мм замінили новим з показником 600 мм.